# Senseo
Senseo est une marque de cafetières électriques fonctionnant avec des dosettes de café.
Elle est portée par les entreprises néerlandaises Philips et Jacobs Douwe Egberts.
Tout d'abord lancée sur le marché national en 2001, la marque se développe en Europe avec la Belgique, la France, l'Allemagne, l'Autriche, le Danemark et le Royaume-Uni par ordre chronologique.
Le système de dosette est protégé par des brevets accordés par l'Office européen des brevets.
Ses concurrents directs sont Dolce Gusto de Nescafé et Tassimo de Mondelēz International.
En novembre 2011, Sara Lee annonce que la marque cesserait la vente de ses produits en Amérique du Nord.

## Sports
Senseo participe au Tour de France 2014